# Disgaea
Disgaea è una serie di videogiochi di ruolo creata nel 2003 da Nippon Ichi Software. A maggio 2017 i titoli della serie hanno venduto 3 milioni di copie.
Il primo videogioco della serie, Disgaea: Hour of Darkness, è stato distribuito per PlayStation 2 ed in seguito ripubblicato per PlayStation Portable, Nintendo DS, Microsoft Windows e Nintendo Switch. Dal gioco è stato inoltre tratto l'anime Makai Senki Disgaea. L'ultimo titolo della serie principale è Disgaea 7: Vows of the Virtueless (2023).
Sono stati realizzati inoltre alcuni spin-off tra cui la visual novel Disgaea Infinite e il videogioco Prinny: Sarò davvero io l'eroe?, incentrato sulle omonime creature presenti nella serie.